# Statue équestre de Louis XIV (Lyon)
Pour les articles homonymes, voir Statue équestre de Louis XIV.
Le Monument à Louis XIV est une statue équestre en bronze de Louis XIV, réalisée par le sculpteur François-Frédéric Lemot, située sur la place Bellecour à Lyon. Elle a été inaugurée en 1825. Elle est inscrite au titre des monuments historiques depuis le 25 mars 2016.
Cette statue a remplacé celle de Martin Desjardins, installée en 1713, puis fondue pendant la Révolution. À sa base se trouvaient deux statues allégoriques des frères Coustou, transférées définitivement au musée des Beaux-Arts en 2021. L'ensemble, composé du socle en marbre et de la statue de Lemot, termine une restauration d'un an en 2024.

## Historique
Le roi ne serait venu qu'une fois à Lyon, mais il aurait en 1708 favorisé l'acquisition de cette place par la ville, d'où cette statue en hommage.

### La statue de Desjardins
Une première statue érigée en 1713 par Martin Desjardins, sur un piédestal de Marc Chabry, est détruite, pendant la Révolution le 28 août 1792, pour être transformée en canons.

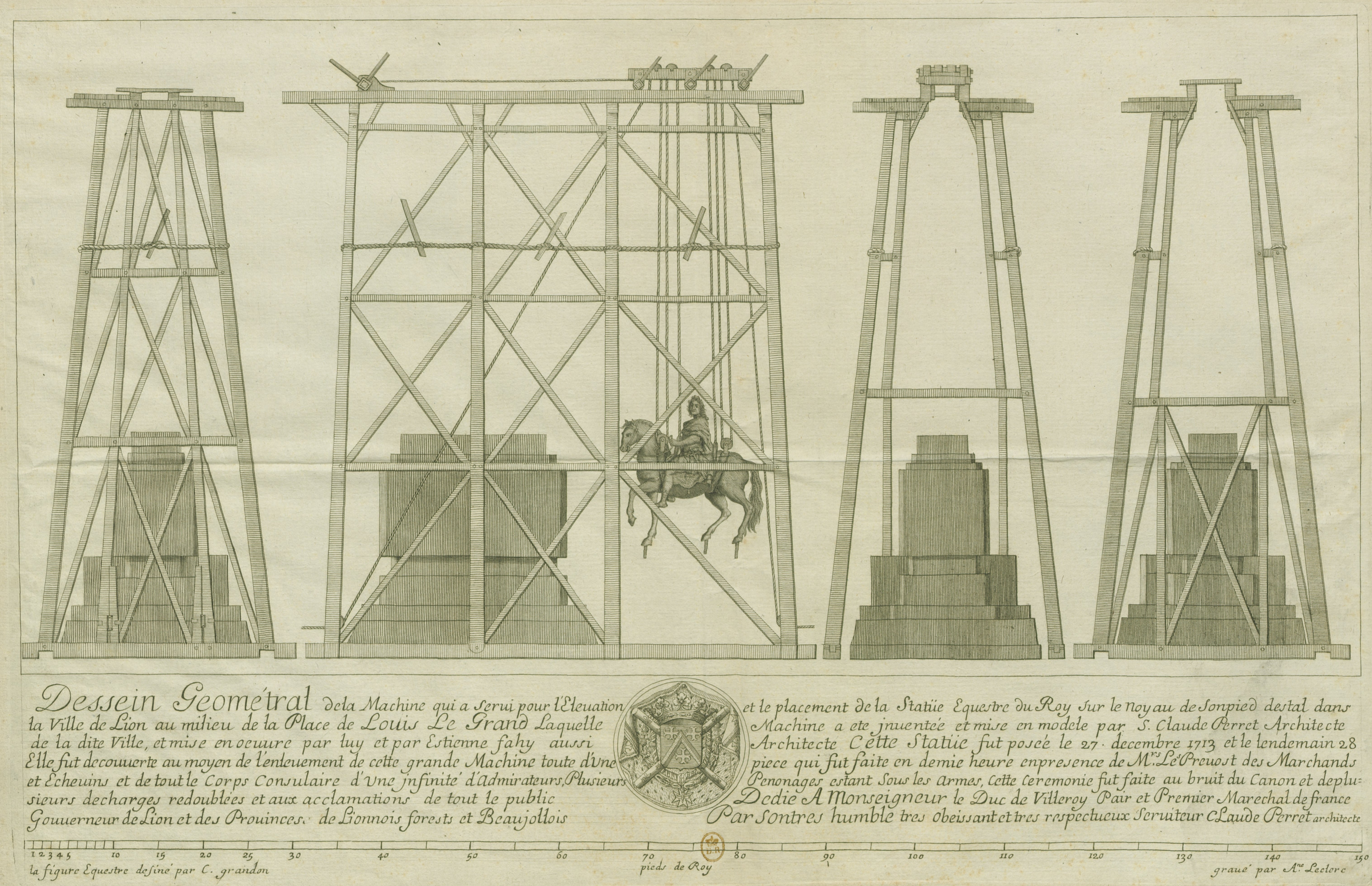
Dessin de la machine ayant servi pour l'élévation et le placement de la première statue équestre en 1713.
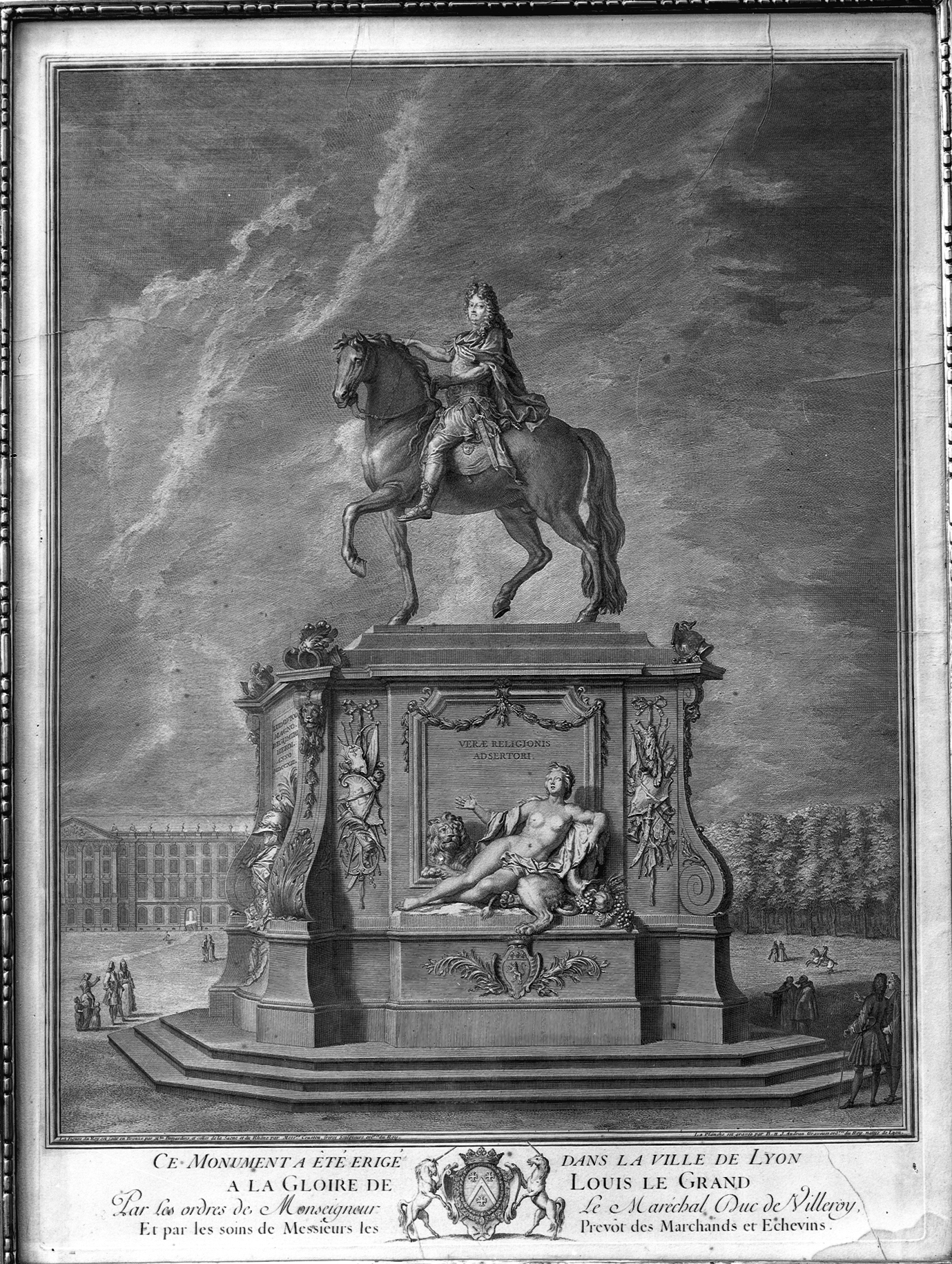
Le premier monument, représenté par Jean Audran (1667-1756)

### La statue de Lemot

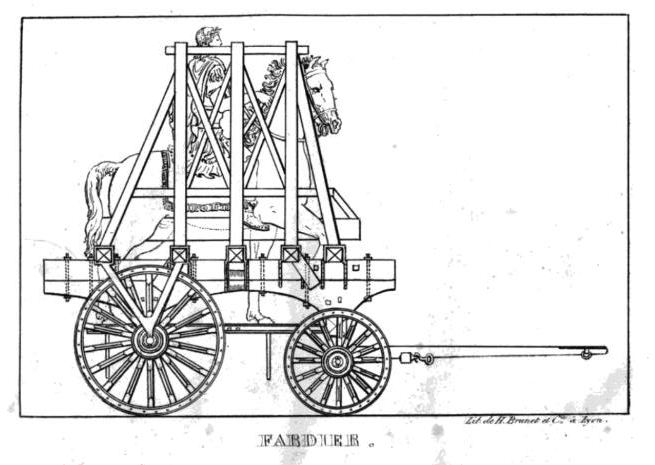
Fardier transportant la "Nouvelle statue équestre de Louis XIV à Lyon"

Le second monument est inauguré le 6 novembre 1825, par Pierre-Thomas Rambaud, maire de Lyon. La statue est fondue à Paris, puis transportée sur un fardier  tiré par 20 chevaux attelés sur cinq rangs par quatre de front, par voie terrestre jusqu'à Lyon. Lors du transport à Paris, un ouvrier, Muguet, se tue : le 7 mars 1826, sa veuve Claudine Desvignes reçoit du préfet du Rhône un total de 3 450 francs en réparation.
Le 27 juillet 1966, à l'occasion de travaux effectués pour la construction du futur parking souterrain, une caissette est mise au jour, confirmant les archives attestant qu'un « trésor » aurait été caché sous la statue pour marquer la pose de la première pierre du nouveau monument. La caissette est ouverte en présence de Louis Pradel, maire de Lyon, et d'historiens. Le double fond de la caissette contenait effectivement des pièces d'or, des médailles, un médaillon à l'effigie de Louis XVIII, et la plaque commémorative de la réédification de la statue.
En 2023, la ville de Lyon effectue une restauration complète du monument. Dans une jambe du cheval, on trouve un pic, et dans sa tête une boîte en bois contenant un tube scellé au plomb qui sera remis à sa place à la fin des travaux. D'après des documents d'archives il renferme une copie du texte du discours d'inauguration probablement prononcé par le maire de l'époque, Pierre-Thomas Rambaud.

« Monsieur le comte et messieurs, la flatterie peut élever des monuments éphémères, la véritable grandeur en obtient seule de durables, et c'est l'admiration, la reconnaissance des peuples qui les décernent. La solennité qui nous rassemble n'est que le développement de cette utile vérité. [...] Le souvenir de Louis XIV est uni à la plus grande splendeur de la monarchie ; c'est sous son règne que fleurirent les hommes d'état, les orateurs chrétiens, les magistrats, les grands capitaines, les savants, les hommes de lettres, les artistes sont les noms seront à jamais l'honneur et la gloire de la France. [...] »

— Discours du président de la commission mixte pour l'inauguration de 1825.
Le 12 juillet 2023, la statue de Louis XIV est retirée de son socle à l'aide d'une grue, dans le cadre de travaux de restauration qui doivent durer plusieurs mois. Il s'agit de la première fois, depuis son édification en 1825, que la statue quitte la place Bellecour. Cette opération avait été rendue nécessaire en raison de nombreuses fissures, d'une oxydation de la structure en fer ainsi que d'une fragilisation du socle en marbre.
Après une restauration de près d'un an pour un coût de 1,45 million d'euros, financée par la métropole de Lyon, la ville de Lyon et la DRAC, la statue est remontée sur son socle le 30 avril 2024. La Fonderie de Coubertin a réparé le bronze, puis nettoyé, brossé et gommé la statue, pour enfin appliquer une patine et une cire de protection. Une des deux dalles du socle a été remplacée, l'autre nettoyée et ses fissures comblées. Pour terminer, le lettrage a été doré,.

Statue restaurée
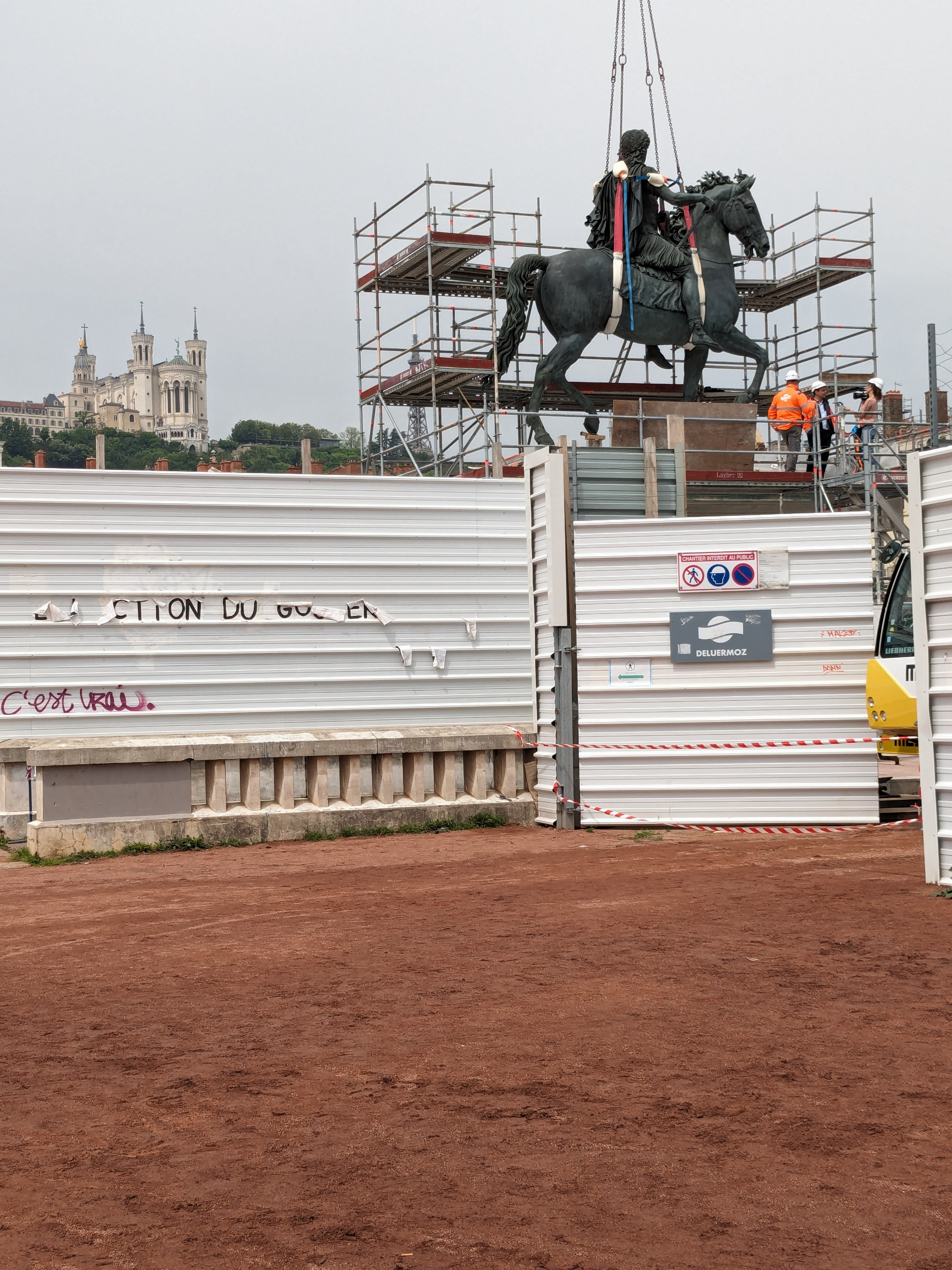
Remontée sur le socle.
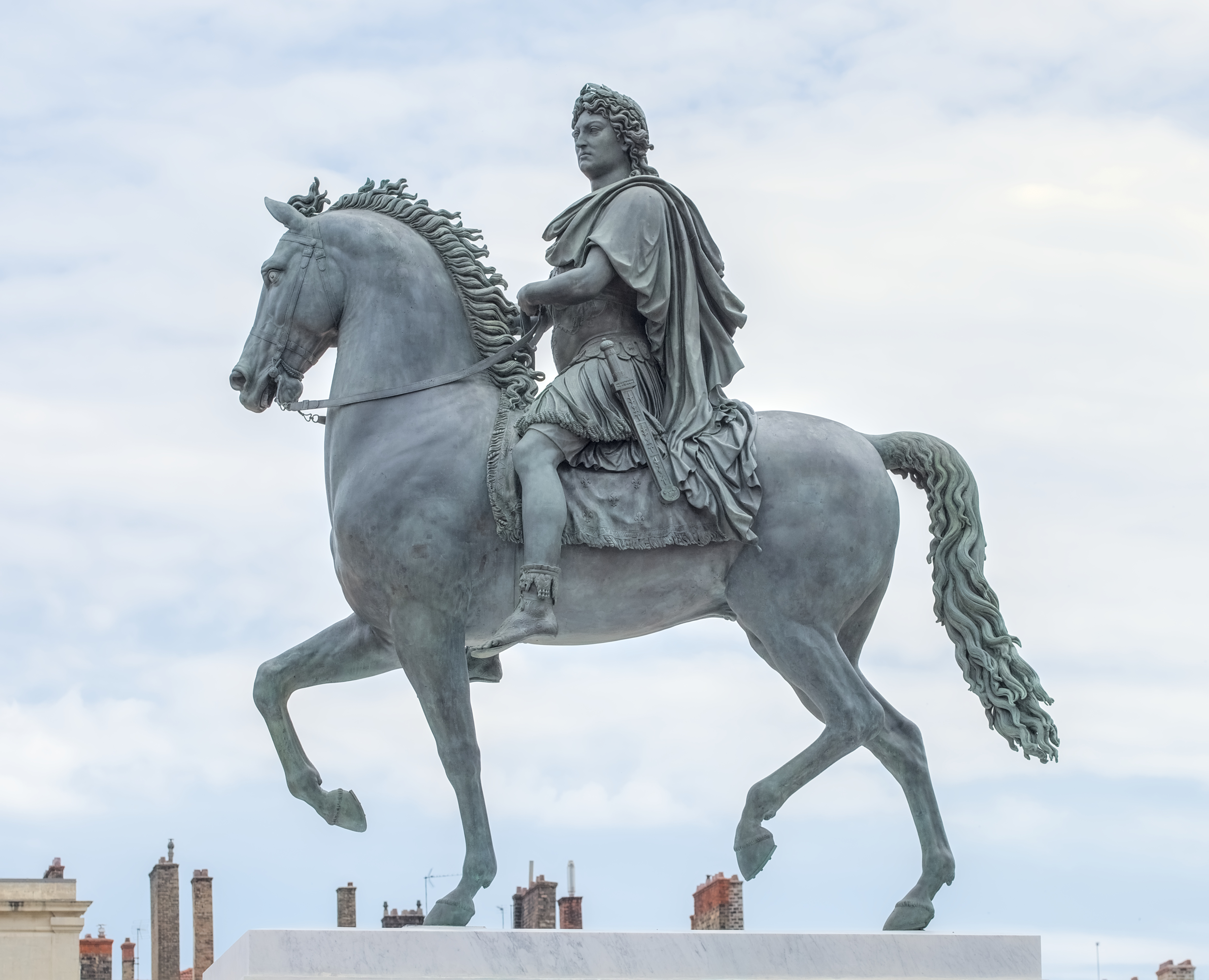
Face est.
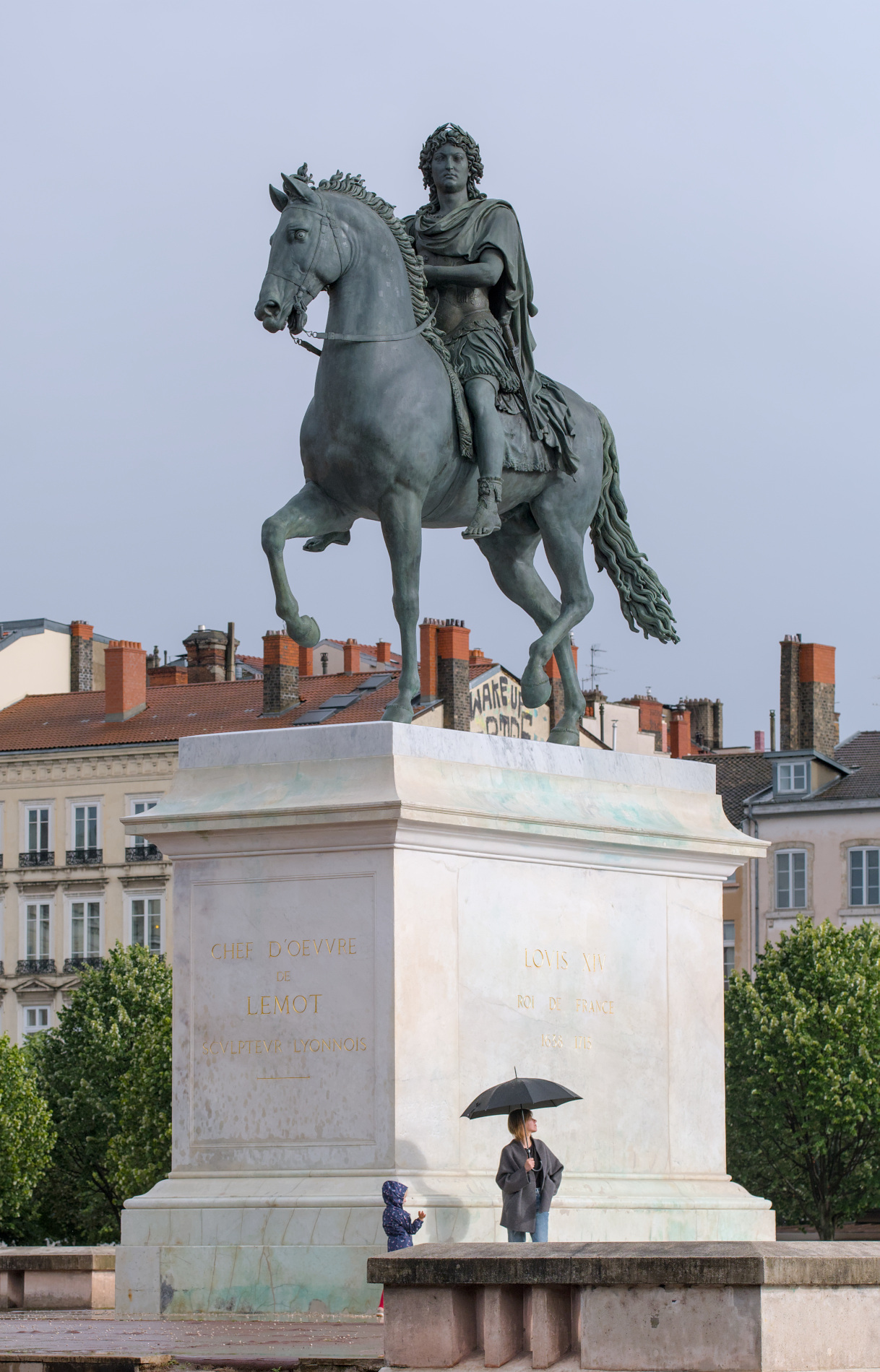
Statue et socle.
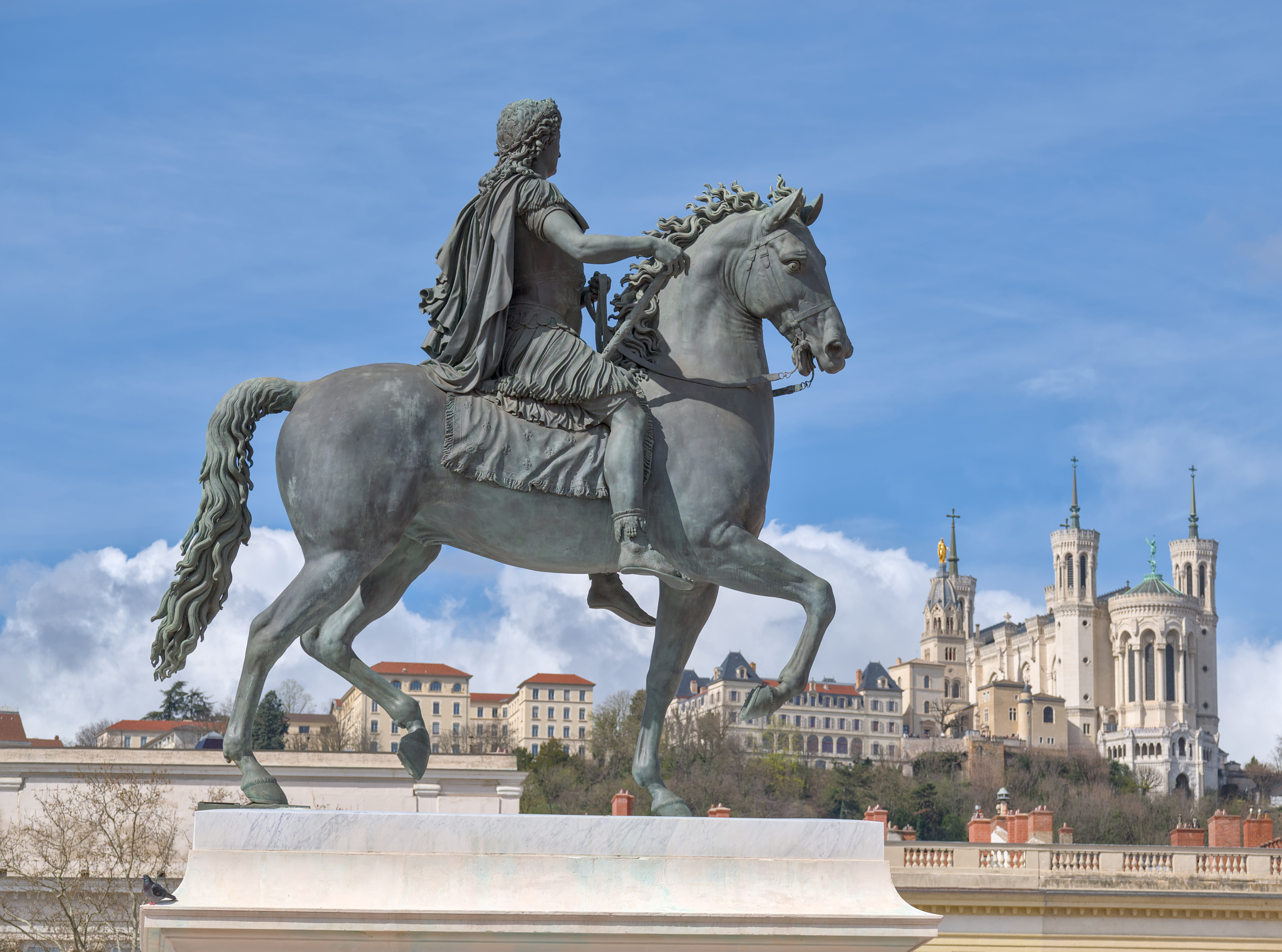
Face ouest.

## Description
La statue mesure 5,2 mètres de haut et 5,4 mètres de long, et pèse 9 tonnes, elle est posée sur un socle en marbre de Carrare de 50 tonnes. Le roi Louis XIV est figuré chevauchant « à la romaine », sans selle, ni étriers : elle est à rapprocher de la statue équestre de Marc Aurèle. Une légende urbaine raconte que  Lemot se serait suicidé par honte d'avoir oublié les étriers du cavalier qui pourtant monte à cru, alors que le sculpteur est mort naturellement en 1827. Selon une autre légende, il aurait été fait Chevalier de la Légion d'Honneur pour cette œuvre , il a pourtant reçu cette distinction en 1816.
Didier Repellin, qui a supervisé la restauration de 2023 à 2024, la décrit comme « un chef-d'œuvre absolu. Sa souplesse et son réalisme sont extraordinaires. Quand on regarde le tapis sur le cheval ou les franges de la jupe du cavalier, on peut clairement voir le mouvement ».

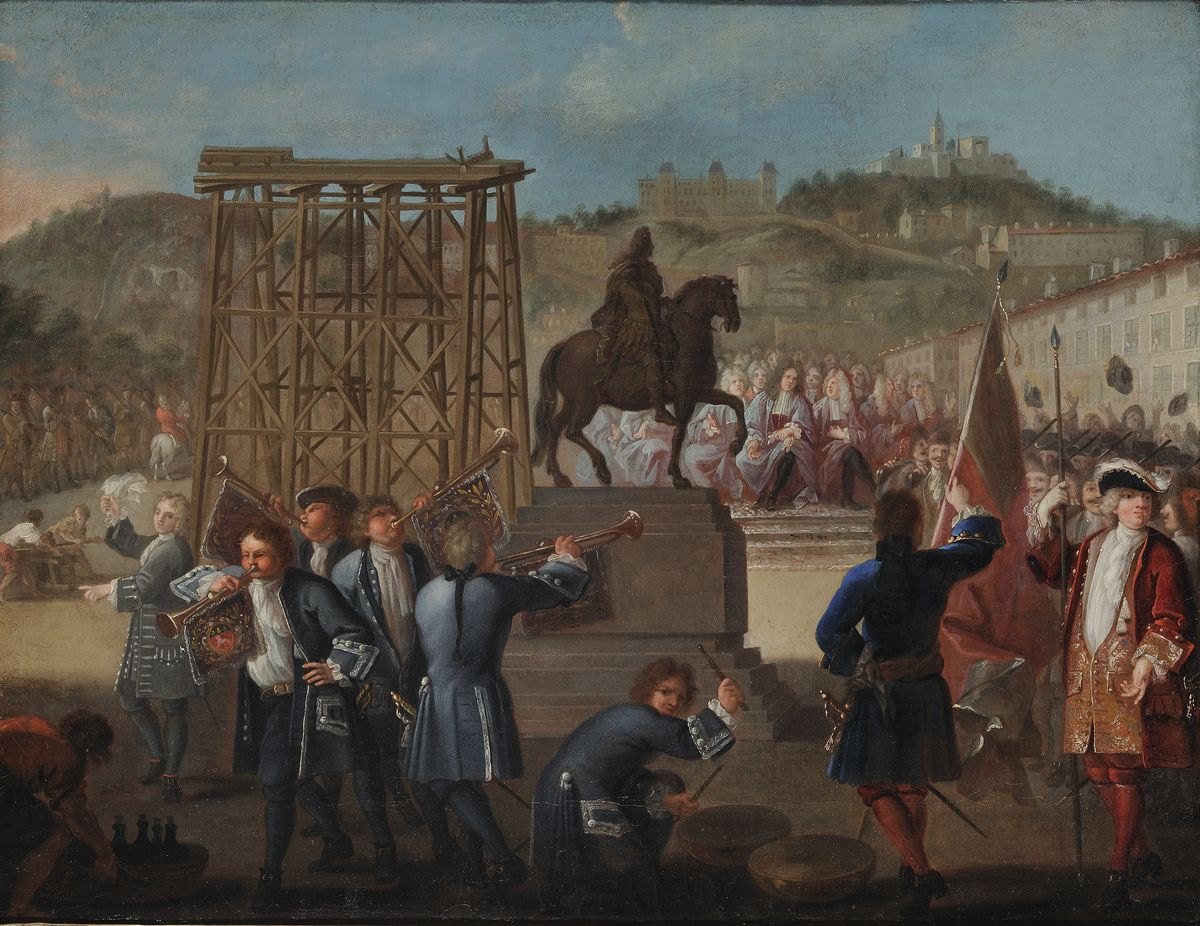
Inauguration de la première statue de Louis XIV Place Bellecour à Lyon
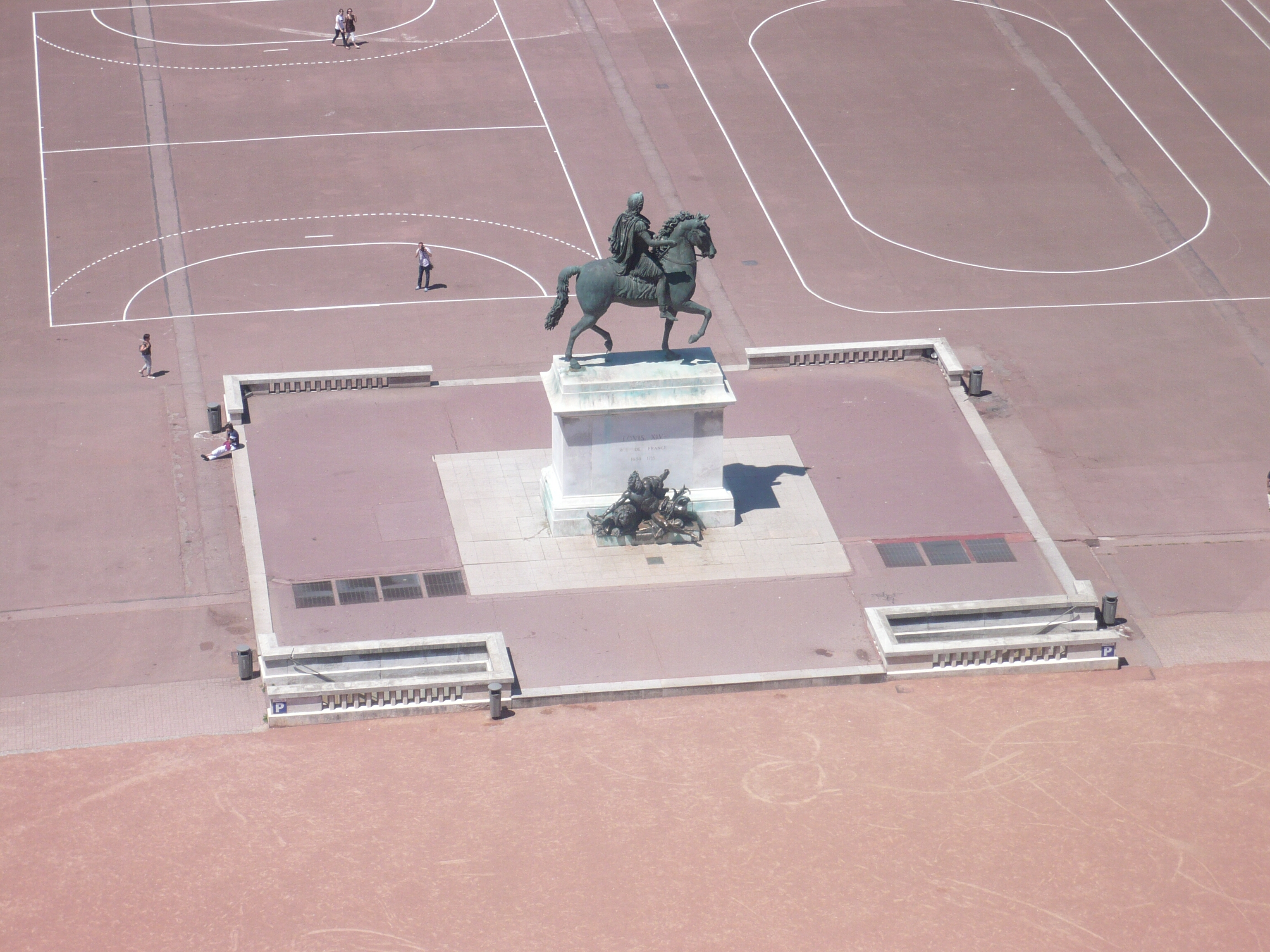
Statue actuelle vue du haut de la grande roue (depuis l'est)

Les Lyonnais ont pris l'habitude de nommer la statue le Cheval de Bronze, ne faisant ainsi pas référence au roi. Ce surnom remonte au moins au milieu des années 1830. On peut lire dans le Censeur du 9 avril 1836 : « La place de Bellecour est maintenant entièrement éclairée au gaz. Quatre candélabres sont placés aux quatre angles de la grille du cheval de bronze ; deux de chaque côté de la place en regard des façades, trois du côté des tilleuls ; le côté en face reste éclairé par les lanternes à gaz qui étaient déjà placées le long de la rue Louis-le-Grand. »
Il est traditionnel à Lyon de se donner rendez-vous « sous la queue du cheval ».

## Allégories du Rhône et de la Saône
La base du piédestal était cantonnée par des allégories fluviales installées en 1721 : Le Rhône par Guillaume Coustou à la droite du roi, à l'est face au fleuve, et La Saône par Nicolas Coustou à la gauche du roi, à l'ouest, face à la rivière.
Le Rhône est représenté par un vieillard barbu couronné de pampres et d’épis de blé, il est allongé sur un lion couché, la main gauche posée sur un aviron, une touffe de joncs à sa gauche. La patte avant droite du lion repose sur un poisson, des fruits et des légumes.
La Saône est une figure féminine couronnée de fleurs, d’épis et de joncs, allongée sur un lion couché, le bras gauche appuyé sur un tronc d’où sort une corne d'abondance laissant échapper les produits de la nature.
Durant la Révolution française, en 1792 lors du renversement de la statue de Louis XIV, les statues allégoriques du Rhône et de la Saône sont déplacées et conservées dans l’Hôtel de Ville.
Les deux statues, longtemps exposées aux intempéries et à la pollution atmosphérique, fragilisées par les agissements des passants et même cibles d'actes de vandalisme, sont retirées de leur emplacement le 22 mars 2021. Transportées au musée des Beaux-Arts de la ville, où elles font l'objet d'une complète restauration, elles y sont installées à demeure en février 2022.

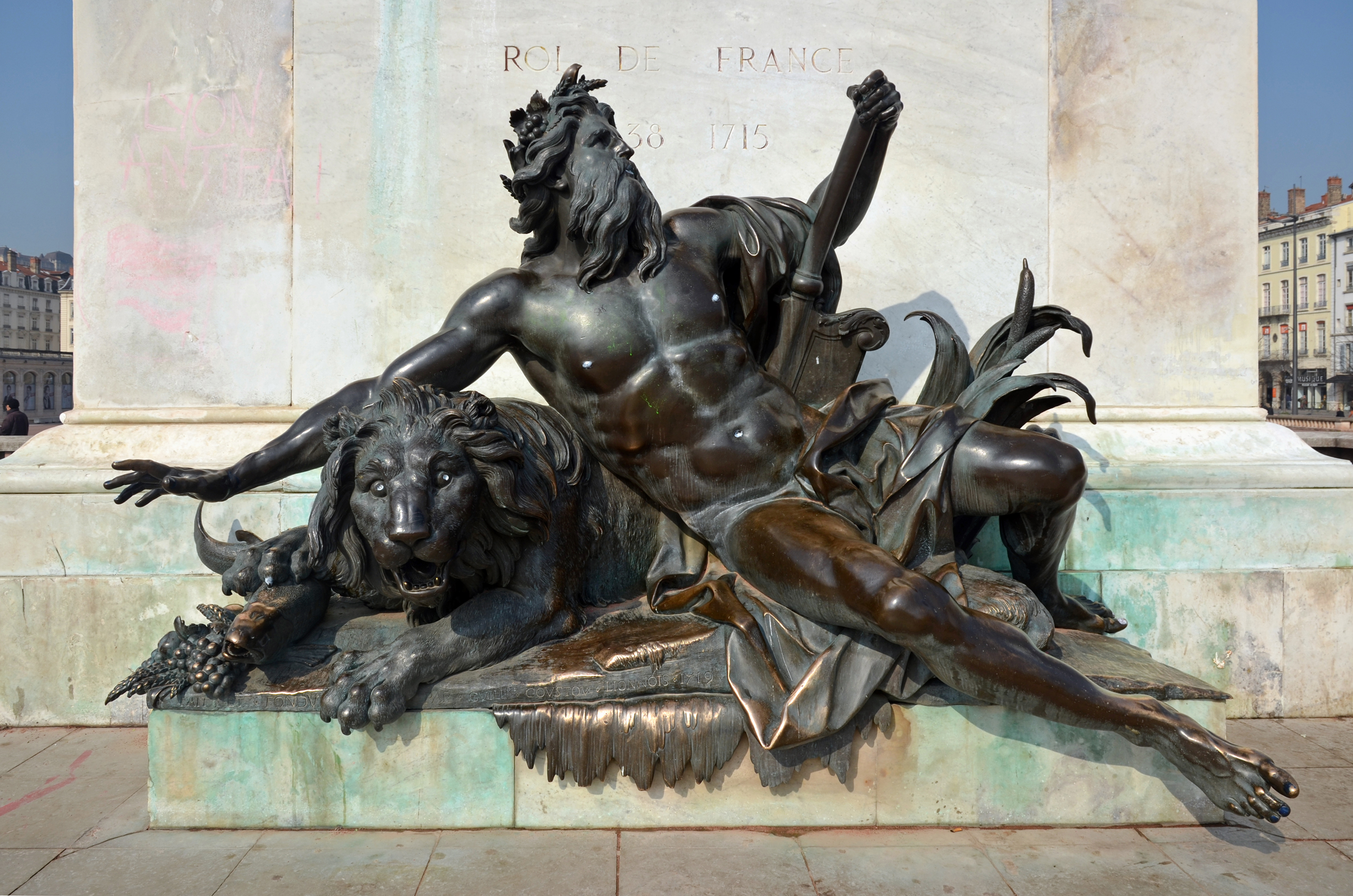
Allégorie du Rhône (1720) par Guillaume Coustou, à dextre du piédestal.
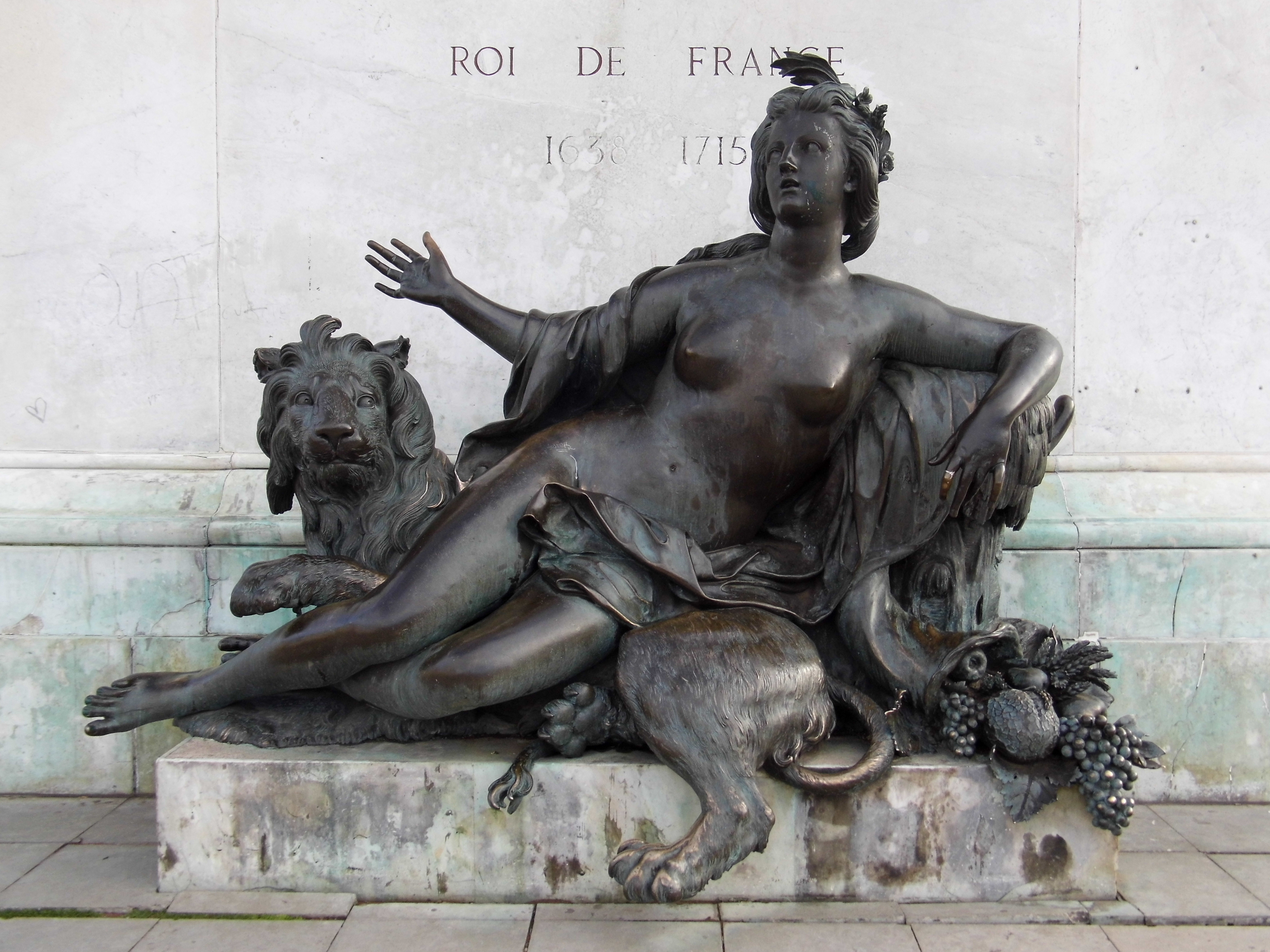
Allégorie de La Saône (1720) par Nicolas Coustou, à senestre du piédestal.